# Сен-Жюльен-сюр-Вель
Сен-Жюлье́н-сюр-Вель (фр. Saint-Julien-sur-Veyle) — коммуна во Франции, находится в регионе Рона — Альпы. Департамент — Эн. Входит в состав кантона Шатийон-сюр-Шаларон. Округ коммуны — Бурк-ан-Брес.
Код INSEE коммуны — 01368.

## География
Коммуна расположена приблизительно в 360 км к юго-востоку от Парижа, в 50 км севернее Лиона, в 22 км к западу от Бурк-ан-Бреса.

## Климат
Климат полуконтинентальный с холодной зимой и тёплым летом. Дожди бывают нечасто, в основном летом.

## Население
Население коммуны на 2010 год составляло 715 человек.
| 1962 | 1968 | 1975 | 1982 | 1990 | 1999 | 2010 |
| ---- | ---- | ---- | ---- | ---- | ---- | ---- |
| 462  | 440  | 434  | 511  | 522  | 523  | 715  |

## Администрация
| Период | Период | Фамилия      | Партия | Примечания |
| ------ | ------ | ------------ | ------ | ---------- |
| 1995   | 2008   | Мишель Конте |        |            |
| 2008   | 2020   | Серж Револь  |        |            |

## Экономика
В 2010 году среди 444 человек трудоспособного возраста (15—64 лет) 356 были экономически активными, 88 — неактивными (показатель активности — 80,2 %, в 1999 году было 76,5 %). Из 356 активных жителей работали 330 человек (176 мужчин и 154 женщины), безработных было 26 (11 мужчин и 15 женщин). Среди 88 неактивных 26 человек были учениками или студентами, 42 — пенсионерами, 20 были неактивными по другим причинам.

## Достопримечательности
- Церковь Св. Иулиана (XII век). Исторический памятник с 1945 года.[4]
- Замок Во.

## Фотогалерея

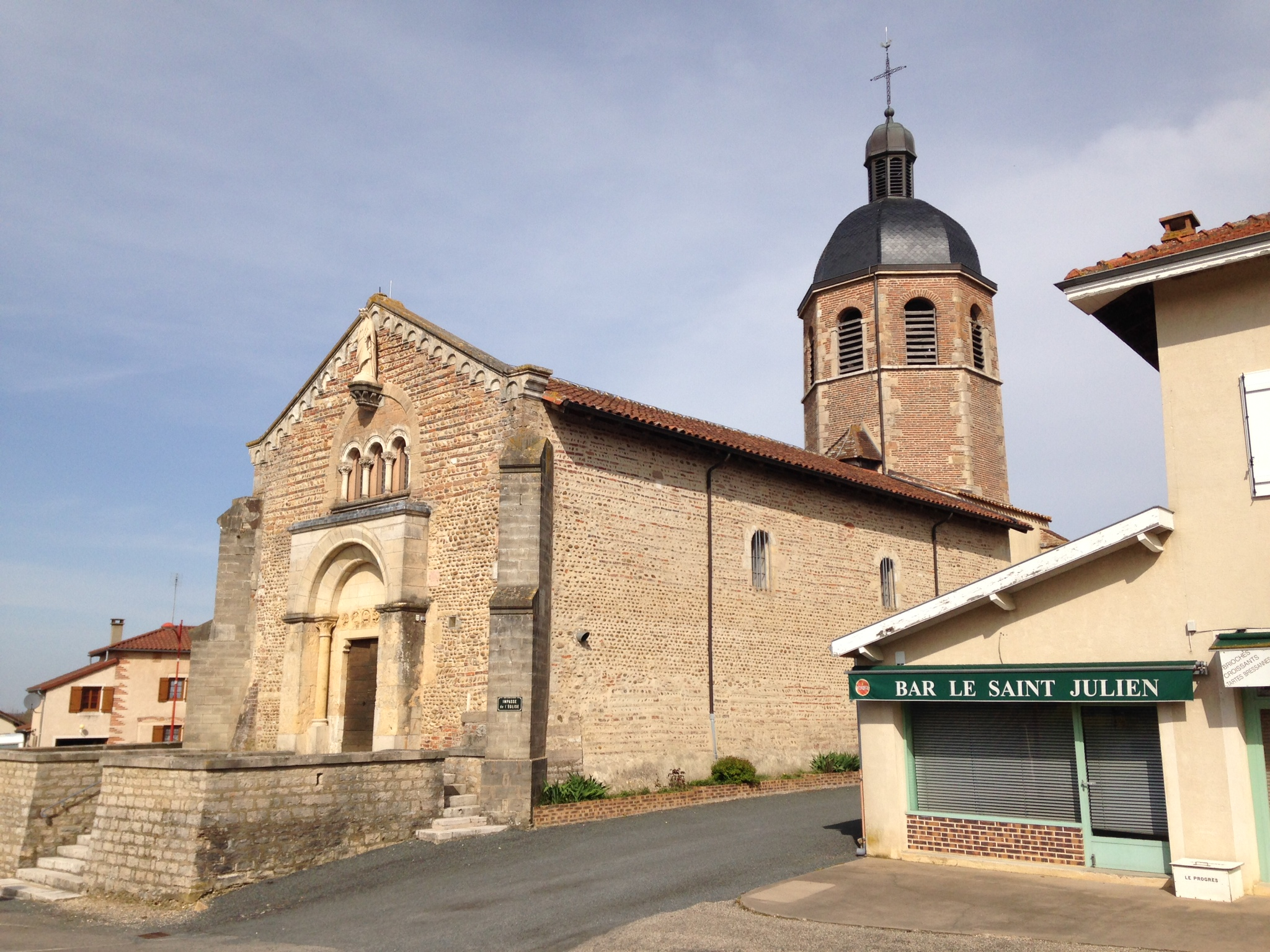
Церковь Св. Иулиана
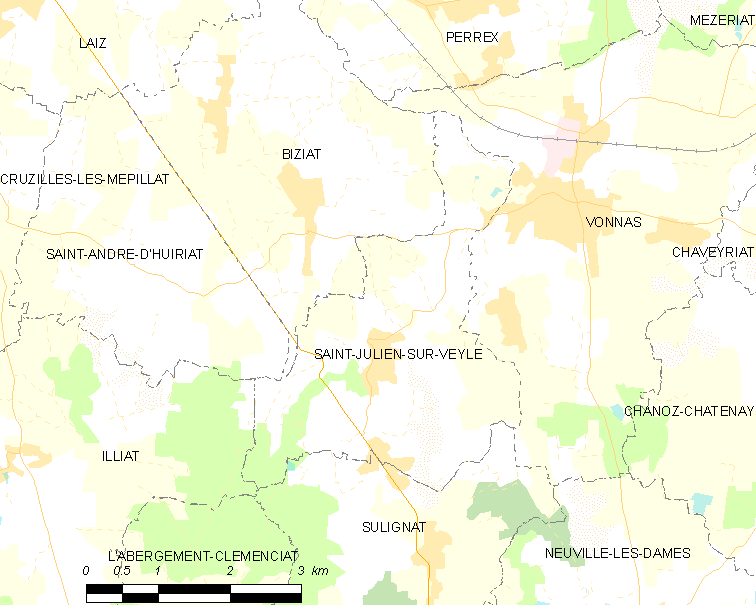
Карта коммуны